# Xã Green Isle, Quận Sibley, Minnesota
Xã Green Isle (tiếng Anh: Green Isle Township) là một xã thuộc quận Sibley, tiểu bang Minnesota, Hoa Kỳ. Năm 2010, dân số của xã này là 524 người.